# Phreatia longimentum
Phreatia longimentum är en orkidéart som beskrevs av Alexander Gilli. Phreatia longimentum ingår i släktet Phreatia och familjen orkidéer.
Artens utbredningsområde är Papua Nya Guinea. Inga underarter finns listade i Catalogue of Life.